# FMOD
FMOD es un motor de efectos de sonido para videojuegos y aplicaciones desarrollado por Firelight Technologies. Se puede usar para reproducir y mezclar sonidos en diversos formatos y funciona en varios sistemas operativos.

## Licencias
FMOD ofrece múltiples licencias:
- Licencia no comercial, que permite usar FMOD de forma gratuita para desarrollar software no destinado a la distribución comercial.
- Licencia Indie, una licencia para software destinado a la distribución comercial con presupuestos de desarrollo de menos de $ 500.000 USD.
- Licencia Básica, una licencia para software destinado a distribución comercial con presupuestos de entre $ 500.000 USD y $ 1.500.000 USD.
- Licencia Premium, una licencia para software destinado a la distribución comercial con presupuestos de más de $ 1.500.000 USD.

## Compatibilidad

### Formatos de archivo
FMOD puede reproducir los siguientes formatos de audio: AIFF, ASF, ASX, DLS, FLAC, FSB, IT, M3U, MIDI, MOD, MP2, MP3, Ogg Vorbis, PLS, S3M, VAG (PS2/PSP), WAV, WAX, WMA, XM, XMA (solo en Xbox 360), así como datos de audio sin procesar.

### Motores
FMOD ha sido integrado en los siguientes motores de videojuegos:
- Unreal Engine 3 de Epic Games[3]
- Unreal Engine 4 de Epic Games[4]
- CryEngine de Crytek[5]
- BigWorld Technology de BigWorld Technology[6]
- Scaleform de Scaleform[7]
- Source de Valve[8]
- HeroEngine de Idea Fabrik[9]
- Prism3D de SCS Software[10]